# Cartigliano
Cartigliano – miejscowość i gmina we Włoszech, w regionie Wenecja Euganejska, w prowincji Vicenza.
Według danych na rok 2008 gminę zamieszkiwało 3848 osób, 550 os./km².